# Base Matienzo

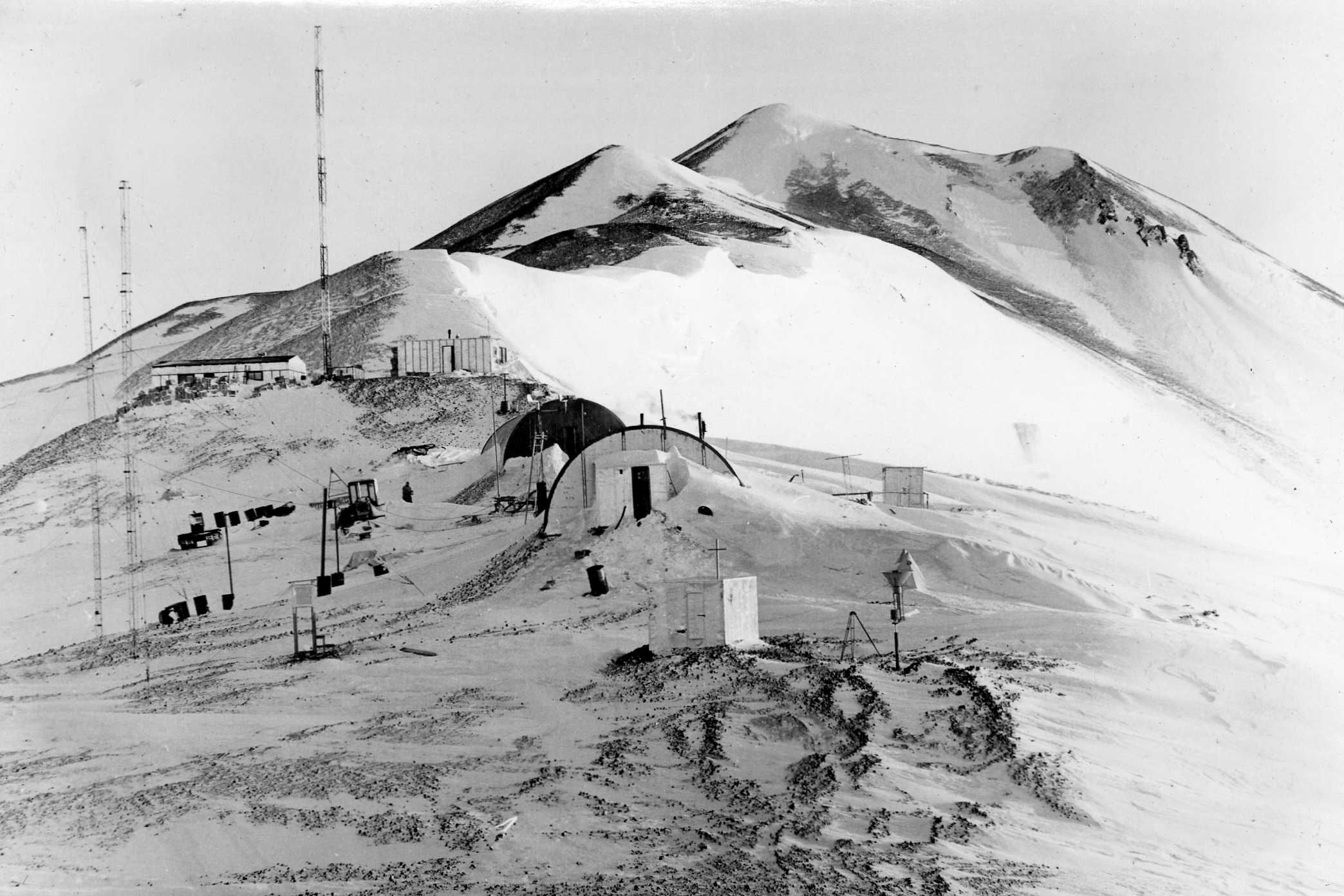
Base Matienzo, 1962.

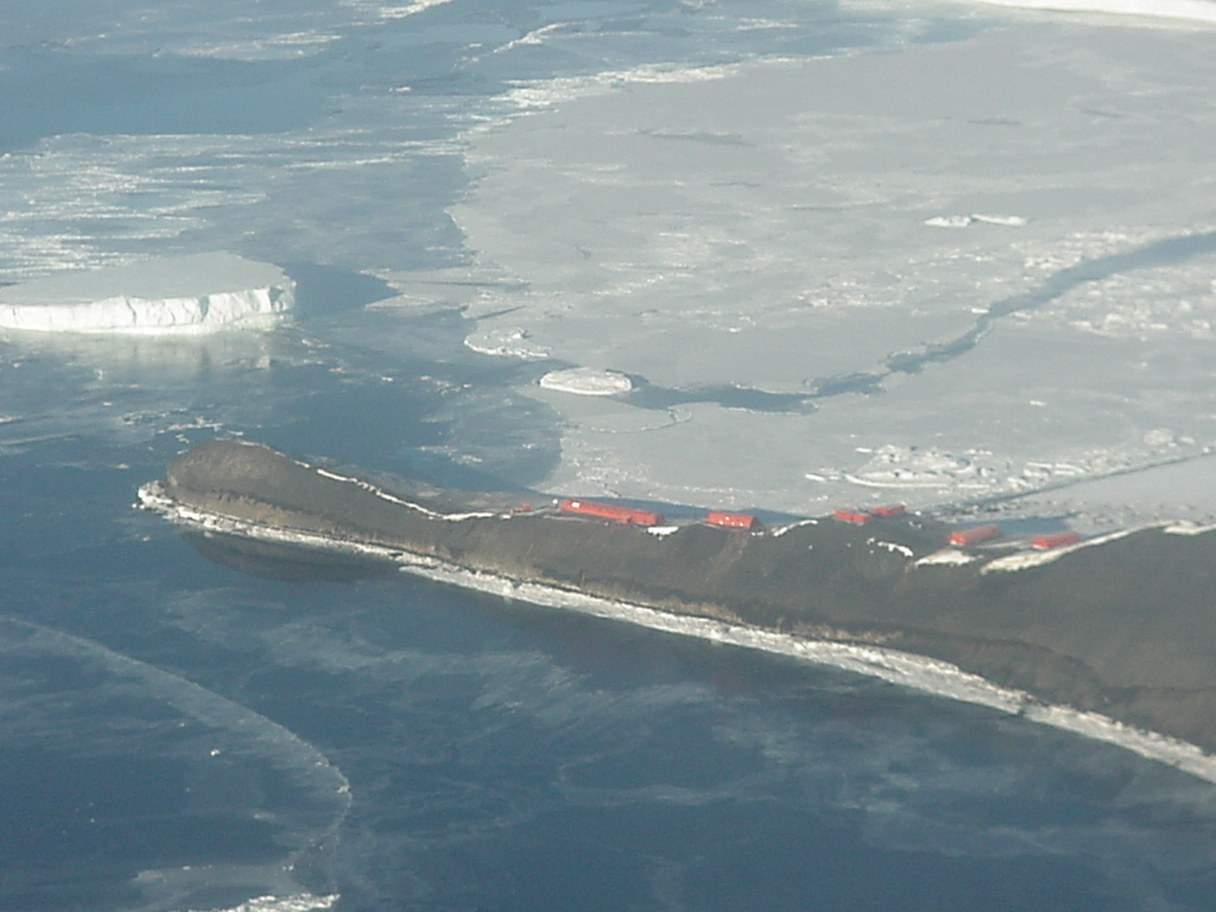
Base Matienzo, desde el aire, otoño austral de 2009.

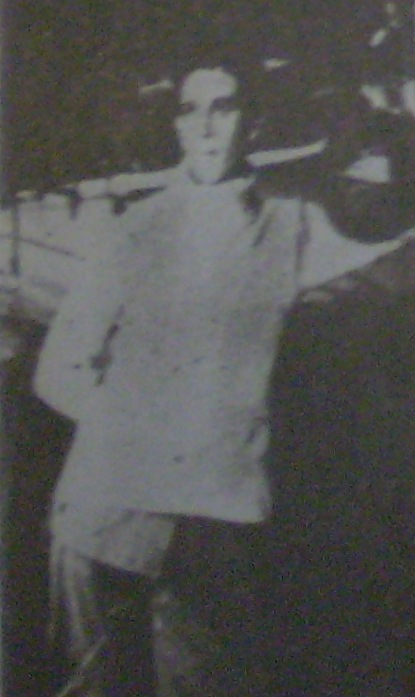
Benjamín Matienzo junto a su aeronave.

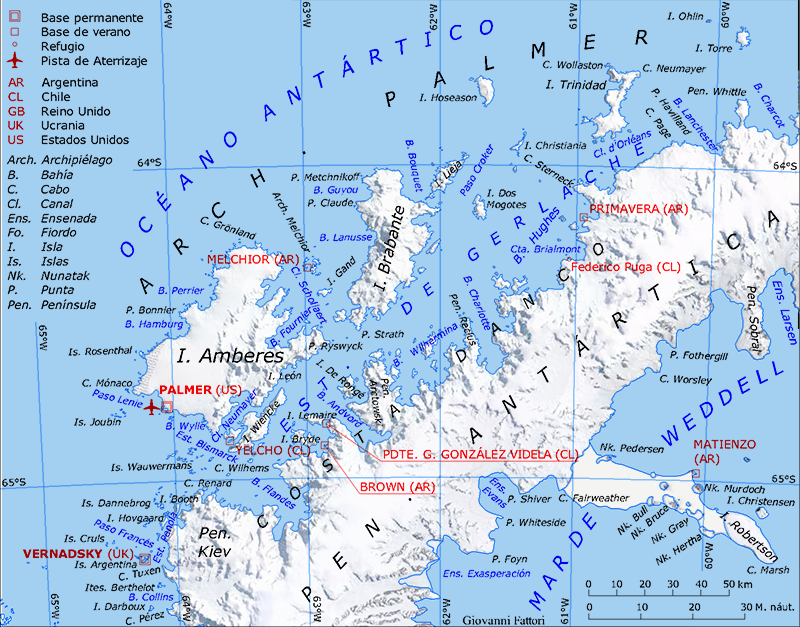
Mapa del sector donde se encuentra la base Matienzo.

La base antártica Matienzo o base Matienzo es una estación científica de la Antártida perteneciente a la República Argentina ubicada en las coordenadas 64°58′S 60°08′O / -64.967, -60.133. Llevó el nombre de base aérea Teniente Benjamín Matienzo hasta que en la década de 1990 su nombre fue modificado al actual. Se encuentra en el nunatak Larsen, del grupo de nunataks Foca, en la barrera de hielo Larsen sobre el mar de Weddell. Estos nunataks se alzan a lo largo de unos 45 kilómetros en la parte sur de la costa de Nordenskjöld en la península Antártica. Lleva su nombre en homenaje a Benjamín Matienzo, militar y pionero de la aviación argentina.
La base Matienzo es una de las 13 bases científicas de Argentina en la Antártida y desde 1985 es de carácter temporal, ya que sólo se habilita en temporada estival. La temperatura anual media es de -11,6 °C, la máxima obtenida desde su creación fue de 13,1 °C y la mínima -44,4 °C.
La base cuenta con una pista de hielo y nieve de 1500 m, ubicada en un glaciar a 2 km, que permite el aterrizaje con esquíes de aeronaves de cualquier tipo. El helipuerto está a 1500 m al sur de la base. A 2008 tenía 6 edificaciones, incluyendo la casa principal y la de emergencia, depósito de combustible, usina con dos generadores antárticos a gas oil, planta de tratamiento de residuos, laboratorio, cámara de refrigeración, un almacén y varios depósitos. Tiene también una enfermería básica de 15 m² asistida por un paramédico.
La infraestructura de la base cuenta con 1000 m² bajo techo, 700 m² de laboratorios científicos, área logística de 300 m² y 12 camas. Cuenta para transporte con 2 snowcats.

## Historia
El refugio San Antonio fue construido por el Ejército Argentino el 20 de marzo de 1959. Consistía de una construcción de madera con provisiones para tres personas durante un mes.
Sobre la base del refugio y como fruto del trabajo inicial en conjunto del Ejército Argentino y de la Fuerza Aérea Argentina, la base conjunta Teniente Matienzo fue inaugurada el 15 de marzo de 1961. El jefe del grupo de tareas fue el capitán Ignacio Carro, quien comandó el movimiento de aviones y vehículos con orugas que transportó 240 toneladas de carga desde la base Esperanza para establecer la base.
A fines de 1962 Matienzo fue el sitio de despegue de la primera mayor operación de la Fuerza Aérea en la Antártida, llamada Operación Sur, cuando un Douglas C-47 (TA-33) comandado por el capitán Mario Luis Olezza partió de la base intentando alcanzar el Polo sur, pero aterrizó en la base McMurdo. Este primer intento fracasó debido a incendio en el avión. El plan logró materializarse en 1965.
Desde el 15 de noviembre de 1963 pasó a llamarse destacamento aeronáutico Teniente Matienzo bajo dependencia única de la Fuerza Aérea, que mantuvo un número de aviones para el exclusivo servicio de la base. Durante 1964 un extenso programa de observaciones meteorológicas y climatológicas fue realizado, incluyendo estudios del perfil glaciológico de la ruta Matienzo–Esperanza y de la ruta entre el canal costero entre la isla Robertson y los 72° 30' S. 
A partir de 1965 retomó el nombre de base. Ese año dos cohetes sondas Gamma Centauro desarrollados por la Fuerza Aérea Argentina y dos globos de alta altitud que transportaban instrumentos de medición de rayos X fueron lanzados desde la base, en colaboración con la Universidad de Tucumán y el Instituto de Investigaciones Aeronáuticas y Espaciales. Esta operación fue denominada Operación Matienzo.
El 29 de julio de 1968 un Beaver P-05 despegó de Matienzo con la misión de asistir a un paciente clínicamente crítico de la británica Base F ubicada en las islas Argentina. 
En medio de muy mal tiempo el avión se estrelló sin víctimas y la evacuación tuvo que ser retrasada hasta que el rompehielos ARA General San Martín pudo arribar y completar con éxito la misión.
Fue clausurada durante la campaña 1972-1973, reabierta el 8 de septiembre de 1974 y vuelta a clausurar durante la campaña 1984-1985, quedando como una base no permanente.
La siguiente fue la dotación del personal de Fuerza Aérea que realizó la campaña de septiembre de 1974 a abril de 1975: García, Iacurto, Velázquez, Héctor Dimas Sosa, Reishl, Martinovich, Gallardo, Mignani y Nieto. 
El 4 de enero de 2009 la base fue reabierta para albergar por tres meses a 9 mujeres integrantes de la Fuerza Aérea Argentina, bajo cuya jurisdicción se halla la base. Fue la primera vez que una base antártica estuvo habitada únicamente por personal femenino.